# كريستوبال أكوستا
كريستوبال أكوستا (بالإسبانية: Cristóbal Acosta)‏ (بالبرتغالية: Christobal Acosta‏) هو عالم نبات إسباني وبرتغالي، ولد في 1515 في طنجة في المغرب، وتوفي في 1594 في ولبة في إسبانيا.